# Felicia Forrester
Felicia Forrester is een personage uit de Amerikaanse soapserie The Bold and the Beautiful. De rol werd eerst gespeeld door actrice Colleen Dion. Na jarenlange afwezigheid kwam Colleen terug naar de serie maar omdat ze in New York woont en de serie in Los Angeles wordt opgenomen verliet ze de serie na enkele maanden opnieuw. De makers van de serie zeiden dat ze geen nieuwe actrice zouden zoeken voor de rol, maar één jaar later vonden ze dan toch een geschikte vervangster, Lesli Kay. In maart en april 2008 speelde ze ook de rol van Felicia in de zustersoap The Young and the Restless. Haar personage geraakte steeds meer op een zijspoor en verdween ergens in 2009 zonder enige uitleg. Hierna maakte ze wel nog enkele gastoptredens.

## Personagebeschrijving
Felicia is het zwarte schaap van de familie Forrester. Ze is een van de vijf kinderen van Eric en Stephanie Forrester. Ze maakte geen deel uit van de cast toen de serie begon in 1987 maar dook pas in 1990 op. Felicia kon het nooit goed vinden met haar moeder en was daarom jaren gevlucht van thuis. Ze kreeg een relatie met Jake McClaine en later met Zach Hamilton, de broer van Taylor. In 1992 verliet ze Los Angeles samen met Zach. Vijf jaar later keerde ze terug, de relatie bleek voorbij te zien, voor het huwelijk van haar ouders. Het huwelijk ging echter niet door omdat de affaire van Eric met Lauren Fenmore uitkwam. Felicia bleef nog even in Los Angeles rondhangen en nadat Ridge ervan beschuldigd werd Grant Chambers neergeschoten te hebben probeerde ze hem vrij te pleiten en hem te verenigen met Taylor. Dit lukte haar echter niet meteen en Felicia verliet opnieuw de stad.
Na zeven jaar dook ze dan weer op in LA voor het huwelijk van Ridge en Brooke en begon al snel een affaire met Nick Marone. Hij dacht dat Felicia aan de drugs zat en lichtte Stephanie in. Die probeerde haar dochter te beschermen en Felicia moest toegeven dat ze niet aan de drugs zat maar pillen moest slikken omdat ze herstellende was van darmkanker. Stephanie en Felicia verzoenden zich. Samen met haar broer Thorne ging Felicia bij Spectra Couture werken, maar na enkele maanden verkoos Felicia opnieuw de vrijheid en verhuisde naar Parijs.
Een jaar later keerde Felicia, nu gespeeld door Lesli Kay, terug naar LA met een zoontje. Ze dacht dat Nick de vader was en noemde hem Dominick. Later kwam echter aan het licht dat het de zoon was van Dante Damiano, met wie ze in Parijs een onenightstand had. Nick, die al erg gehecht was aan zijn zoontje, was hier het hart van in.
Kort daarna kreeg Felicia opnieuw kanker en deze keer leek het fataal te zijn. Haar laatste wens was om haar ouders opnieuw samen te zien. Eric, die inmiddels een relatie had met Jackie ging er uiteindelijk mee akkoord om met Stephanie te trouwen. Felicia stierf in de armen van haar moeder, maar later werd nog een lichte hartslag waargenomen en Stephanie liet haar overbrengen naar een privékliniek waar ze een levertransplantatie kreeg. Niemand was hiervan op de hoogte en men dacht dat Felicia dood was.
Dante en Bridget begonnen inmiddels Dominick op te voeden en gaven hem de nieuwe naam Dino. Toen Felicia terugkwam waren Dante en Bridget erg blij, maar ze wilden Dino toch samen opvoeden en wilden voor het hoederecht vechten. In de volgende weken bracht Dino Felicia en Dante dichter bij elkaar en Bridget gaf Dante op. Hoewel hij nog verliefd was op Bridget vroeg Dante toch Felicia ten huwelijk.
Op de bruiloft zag Felicia dat Bridget naar Dante staarde en er volgde een confrontatie waarop Bridget toegaf dat ze van Dante hield. Dante en Bridget kwamen weer bij elkaar maar omdat Bridget nog geen kinderen wilde gingen ze even snel weer uit elkaar. Dante ging hierdoor terug naar Felicia. Enkele weken later ontdekte Bridget dat ze zwanger was. Eerst dacht ze dat dit het resultaat was van een onenightstand met haar ex-man Nick, maar uit testen bleek dat ze al een tijdje zwanger was en dat het kind dus van Dante moest zijn. Na enkele weken kreeg Bridget echter een miskraam. Na al deze miserie verkoos Dante om Los Angeles te verlaten en hij verhuisde naar Italië.
Felicia werd bevriend met Katie Logan, de zus van Brooke, in de hoop de vete tussen beide families te beëindigen. De relatie met haar vader Eric is wel bergaf gegaan nadat hij van Stephanie scheidde en een affaire begon met Donna Logan.
In maart en april 2008 ging Felicia naar Genoa City om Nick Newman te helpen bij de lancering van zijn tijdschrift Restless Style. Tijdens de champagne begon Felicia te flirten met Nick en spande zelfs samen met Nicks halfbroer Adam Wilson om zijn huwelijk met Phyllis te verbreken.
In 2010 keerde Felicia terug naar LA, ze woonde blijkbaar een tijd bij haar zus Kristen. Stephanie heeft kanker en Felicia blijft enkele maanden in de stad. 